# Li Ji (Leichtathletin)
Li Ji (chinesisch 李 季, Pinyin Lǐ Jì; * 19. September 1979) ist eine chinesische Langstreckenläuferin.
Der Schützling des umstrittenen Trainers Ma Junren war die einzige Läuferin aus dessen sogenannter „Armee“, der die chinesischen Funktionäre nach Bluttests im Sommer 2000 eine Freigabe für die Olympischen Spiele in Sydney erteilten. Dort wurde sie über 10.000 m Siebte. Im Jahr darauf gewann sie bei den Ostasienspielen die Silbermedaille über 5000 m.
Nach einem positiven Dopingtest am 17. Juli 2001 wurde die Athletin für zwei Jahre gesperrt.
2004 startete sie für die Nagoya University of Commerce & Business beim Nagoya-Marathon und kam auf den 25. Platz.

## Persönliche Bestzeiten
- 5000 m: 15:34,31 min, 18. September 1999, Xi’an
- 10.000 m: 31:06,94 min, 30. September 2000, Sydney
- Marathon: 2:41:58 h, 14. März 2004, Nagoya